# Jesús Unanua
Jesús Unanua Becerril (Pamplona, 23 de junio de 1969) es un exfutbolista español. Jugaba de guardameta. Su primer equipo fue el Club Atlético Osasuna de su ciudad natal, y se retiró en el Alicante Club de Fútbol de la Segunda División de España. Actualmente es el entrenador de porteros del Real Oviedo.

## Trayectoria
Jesús Unanua se formó en las categorías inferiores del Club Atlético Osasuna. En la temporada 2007/08 fue el portero menos goleado de todas las categorías nacionales del fútbol español. En la temporada 2008/09 se convirtió en el guardameta con más edad de la Segunda División. También la media de edad de su equipo era la más elevada de la categoría.
El 17 de junio de 2009, Jesús Unanua, a una semana de cumplir 40 años, anunció su retirada del fútbol tras 20 años como profesional. En este sentido afirmó que "Han sido unos años maravillosos en los que he tenido años buenos, malos, ascensos y descensos" y que "para mí ha sido un honor despedirme del fútbol en un club como el Alicante".

## Clubes
| Club                      | País   | Año       |
| ------------------------- | ------ | --------- |
| Club Atlético Osasuna     | España | 1989-1992 |
| Albacete Balompié         | España | 1992-1993 |
| Club Atlético Osasuna     | España | 1993-1996 |
| Club Deportivo Leganés    | España | 1996-1999 |
| Villarreal Club de Fútbol | España | 1999-2003 |
| Xerez CD                  | España | 2003-2004 |
| Elche Club de Fútbol      | España | 2004-2006 |
| Alicante Club de Fútbol   | España | 2006-2009 |